# غيوم ديسوتيل
كان غيوم ديسوتيل (بالفرنسية: Guillaume Desautels)، (1529-1599)، شاعرًا فرنسيًا من القرن السادس عشر، ارتبط اسمه بـجماعة البلياد (جماعة الثريا).
وُلد غيوم عام 1529 في منطقة برغونية (وهي منطقة فرنسية تاريخية تقع في وسط شرق فرنسا)، ولكن غير معروف بصورة رسمية المكان الدقيق الذي وُلد فيه. تشير بعض المصادر إلى أنه وُلد في بلدية مونتسينيس، وشارول، وفيرنوبل، في قصر والده (غير موجود الآن) بالقرب من جينوي، ومصادر أخرى تشير إلى بلدية لو بولي في منزل «ليه هوتيلز»، وهو القصر الثاني لعائلته. كان والده هو سياكر ديسوتيل ووالدته هي آن دي لا فيزور (دي لا فيزين). تُوفي عام 1599 تقريبًا في مدينة ليون. تشير مصادر مختلفة إلى الأعوام 1570 و1576 و1579 و1581 وكذلك «ما بعد 1584». يقول أحد المصادر أنه عاش حتى عمر الـ70 عامًا؛ وكان آخر أعماله المنشورة عام 1597.

## عائلته
تزوج غيوم عام 1548 من جين دي برويير، في حين يشير باحثون آخرون إلى اسم جين دي سال. من غير المعروف ما إذا كان هناك أطفال من هذا الزواج أو ما إذا كان هناك زواجان مختلفان في الواقع.
كانت جدته لأمه، واسمها أيضًا آن، أخت إتيان دي تيارد، والد الشاعر بونتوس دي تيارد، أحد الأعضاء السبعة في مجموعة الشعراء الفرنسيين المسماة بـجماعة البلياد (جماعة الثريا). وبالتالي فإن والدة غيوم، آن دي لا فيزور، كانت هى ابنة أخت إتيان دي تيارد، وابنة عمة بونتوس دي تيارد الأولى.
من الواضح أن عائلة ديسوتيل كانت عائلة مرموقة في بورغوني؛ يُفهم ذلك من مصاهرتهم لعائلة تيارد، فهم ليسوا من عامة الناس. كما ظهرت آن دي لا فيزور أخرى (بعد ثلاثة أجيال تقريبًا)، سُجلت بوصفها رئيسة دير أورسولين (الأم الرئيسة) في العاصمة آنذاك بورغوني، مدينة ديجون.
كان بونتوس دي تيارد (1521–1605) السيد الإقطاعي لبلدية بيسي (بيفي)، ثم أصبح أسقف مدينة شالون سور ساون عام 1578، ولكنه طُرد منها عام 1590، ونُهب قصره هناك نتيجة لدعمه هنري الثالث ملك فرنسا ضد أسرة غيس التي ترأست تحالف فرنسا الكاثوليكي.

## العودة إلى باريس
عاد غيوم إلى باريس بعد فترة وجيزة من يوليو 1559 ومكث فيها حتى عام 1564. كما كان في دير كلوني في وقت ما بعد ذلك، حيث عُيّن قاضيًا، ويُنسب إليه الفضل في إنقاذ المدينة والدير لصالح الكنيسة عندما كانت تحت حصار جيوش الهوجوينوت. فقد اقترح غيوم أن يرسل كل جانب ثلاثة فرسان للقتال، كانت النتيجة أن فاز الفرسان الكاثوليك بميدان المعركة وبالتالي أنقذوا كلوني من أيدي البروتستانت، كنيسة كلوني التي كانت (حتى بناء كنيسة القديس بطرس في روما مؤخرًا) أعظم كنيسة في العالم المسيحي الغربي، وفي النهاية جري تدميرها بعد 200 عام على يد الغوغاء الجمهوريين للثورة الفرنسية.
كان تعيين غيوم في منصبه في كلوني بدعم من الأخوة غيس بلا شك، الذين يدين لهم ابن عمه بونتوس دي تيارد بالتأكيد بتعيينه أسقفًا لشالون سور ساون. انتصرت القوات الكاثوليكية في كلوني. بينما مع بونتوس في شالون، لم تفشل قوات الهوغونوت فحسب، بل انتهى به الأمر إلى خسارة قصره وأسقفيته. بالنسبة لغيوم، لم يضره أن اسم ديسوتيل لم يكن معروفًا في القصر الملكي في باريس. عُيّن بيير ديسوتيل، الذي كان قائدًا عسكريًا في بورغوني، وصيفًا للملك فرانسيس الأول (حكم 1515-1547) وذلك عام 1531. كان ابن فرانسيس هنري الثاني (حكم في الفترة 1547-1559) يعرفه كذلك (ولد هنري عام 1519).